# فلسفه طراحی
فلسفه طراحی (به انگلیسی: Philosophy of Design) مطالعۀ تعاریف طراحی و مفروضات، مبانی و مفاهیم طراحی است. این رشته که بیشتر زیرشاخه‌ای از زیبایی‌شناسی است، با علاقه به مجموعه‌ای از مشکلات یا علاقه به دغدغه‌های اصلی یا اساسی در طراحی تعریف می‌شود. علاوه بر این مشکلات اصلی برای طراحی به عنوان یک کل، بسیاری از فیلسوفان طراحی این مشکلات را به عنوان آن‌ها در رشته‌های خاص (مانند فلسفۀ هنر) در نظر می‌گیرند. اگرچه اکثر فعالان این حیطه، فیلسوف زیبایی‌شناسی (یعنی زیبایی‌شناسان) هستند، ولی چندین طراح و هنرمند برجسته نیز در این زمینه مشارکت داشته‌اند. برای آشنایی با فلسفۀ طراحی، به مقالۀ پِر گاله (Per Galle) در آکادمی سلطنتی دانمارک مراجعه کنید.

## فیلسوفان طراحی، یا فیلسوفان مرتبط با مطالعهٔ فلسفی طراحی
- رولان بارت
- گلن پارسونز
- جین فورسی
- ژان بودریار
- آلبرت بورگمان
- اومبرتو اکو
- تونی فرای
- مارتین هایدگر
- برونو لاتور
- مارشال مک‌لوهان
- برنارد استیگلر
- پیتر-پائول فربیک
- ویکتور پاپانک
- ریچارد بیوکنن